# 廉政行動2011
《廉政行動2011》（英語：ICAC Investigators 2011）是香港電台電視部與廉政公署合作攝製的時裝實況單元劇，全劇共5集，是由陳曼儀和羅香蘭擔任監製。
在計劃製作本劇時一宗涉及無綫電視人員之貪污案已進入司法程序，為免引起利益衝突，本劇改由香港電台電視部負責拍攝，但仍於周末晚上黃金時間於翡翠台首播。
本劇是曾江最後一部參與演出的香港電台電視劇集及廉政公署電視劇。

## 內容簡介
《廉政行動2011》將按廉政公署提供的真實貪污個案，改編成五個一小時的單元劇，以戲劇形式宣傳反貪的重要，讓市民了解貪污如何擾亂社會秩序及損害公眾利益。劇集亦描寫調查人員如何以專業的精神，鍥而不捨地克服重重困難，將貪污份子繩之於法。
香港電台兩位導演夏桂昌及余世民負責執導當中的兩個單元劇集，其餘三集則由廉政公署內部導演章國明及兩位電影界知名導演林超賢及葉偉民執導。
五集單元劇選材自廉署提供的真實個案，題材包括一宗保險經紀跟眼科醫生合謀故意弄盲內地人眼睛以收受利益的案件，當中牽涉數百萬元的保險金詐騙計劃；警察濫用職權，私下向販賣色情光碟的不法份子提供保護的個案；大型連鎖飲食集團高層收受供應商利益的個案；為能令企業上市集資，利用空殼公司製造過億虛假買賣，藉此詐騙銀行數千萬信用狀貸款的商業詐騙案；以及名醫虛報醫療項目、以私症欺詐病人的醫療費用的個案。

## 演員表及每集單元主題

### 廉政公署人員
| 演員   | 角色          | 職位                 | 關係／暱稱      | 出現集數       |
| 張智霖 | 楊國柱        | 首席調查主任         | 楊Sir           | 單元一         |
| 黃子雄 | Terrence Choi | 首席調查主任         | Terrence、蔡Sir | 單元二、三、五 |
| 陳松伶 | 曾雪蘭        | 總調查主任           | Madam Tsang     | 單元二         |
| 李綺虹 | 沈子雯        | 總調查主任           | Flora           | 單元三         |
| 楊 崢  | -             | 總調查主任           | Cindy           | 單元四         |
| 唐 寧  | 文嘉琪        | 高級調查主任         | Kit             | 單元一         |
| 陳國邦 | 李亦峰        | 高級調查主任（卧底） | Wilson          | 單元二         |
| 陳鍵鋒 | 胡政遠        | 高級調查主任         | -               | 單元五         |
| 應昌佑 | 馬志軒        | 調查主任             | Joe             | 單元一、三     |
| 周國賢 | 丁柏謙        | 高級調查員           | Ronnie          | 單元二、四     |
| 吳雨霏 | 李 楠         | 調查主任             | -               | 單元五         |
| 李佳芯 | -             | 調查主任             | Ashley          | 單元四         |
| 鍾健威 | -             | 調查主任             | Ricky Cheung    | 單元四         |
| 李尚正 | -             | 調查主任             | -               | 單元四         |
| 李悅彤 | -             | 調查主任             | Apple           | 單元二         |

### 單元一《盲目》（保險金詐騙案）
導演：林超賢
保險經紀埋沒良知，以金錢利誘內地漢自殘眼睛，並安排虛假交通意外以詐騙巨額保險賠償，當中亦涉及提供非法利益罪行；廉署人員智破騙局，揪出幕後主腦歸案。
改編自2004至2006年郭樺昌刺盲中國內地人士詐騙保險事件（案件編號：DCCC1011/2006）
| 演員   | 角色       | 關係                                                                              | 暱稱 |
| 劉浩龍 | 沈世民     | 前保險經紀，後被除牌 保險金詐騙集團主腦 沈展華之弟 謝美慧小叔                     | -    |
| 鄭子誠 | 沈展華     | 保險公司前區域經理 沈世民之兄 謝美慧之男友及上司 包庇沈世民                       | -    |
| 邵美琪 | 謝美慧     | 前保險經紀 沈展華之女友及下屬 沈世民大嫂 與沈世民合作騙取保險金，並假扮古家成妻子 | -    |
| 張同祖 | 梁一天     | 前醫生 協助謝美慧等人為古家成簽假醫生紙，並施手術割去其眼                         | -    |
| 符芳雄 | 古家成     | 內地民工，假冒香港人吳正偉 因為與沈世民合作被插盲一隻眼睛                         | -    |
| 金來群 | -          | -                                                                                 | -    |
| 袁富華 | -          | -                                                                                 | -    |
| 謝月美 | 楊國柱之母 | -                                                                                 | -    |

### 單元二《黑白線》（警務人員貪污及行為失當案）
導演：夏桂昌
沙展陳義江，人稱KING哥，本應是一名出色警員，但由於財政上的壓力，加上工作上與黑道接觸頻繁，導致走上歧途，被揭發以權謀私，為不法份子提供保護。警方為免損害公眾利益及警隊聲譽，主動與廉署合作，剷除害群之馬。
改編自反黑組警長梁熾江公職人員收受利益案件（案件編號： DCCC979/06）
| 演員   | 角色   | 關係                            | 暱稱   |
| 林 利  | 陳義江 | 反黑組前警長 葉子善義兄         | King哥 |
| 張繼聰 | 葉子善 | 軍裝前警員 陳義江義弟           | 草蜢   |
| 何華超 | 張 東  | 樓上色情光碟店店主 遭陳義江勒索 | -      |
| 黃璦瑤 | -      | 政府公務員 陳義江之妻           | -      |
| -      | 阿 施  | 交通警察 陳義江前下屬           | -      |

### 單元三《心魔》（飲食業收受回佣案）
導演：葉偉民
人的心魔，會將自己腐蝕到什麼程度？一個貪念，會為社會帶來怎樣的影響？
憑自己努力從低層爬到跨國快餐店集團的一哥，不敵心魔誘惑，收受巨額非法回佣，被廉署拘捕後身敗名裂，前途斷送。
改編自2009年麥當勞香港區前董事總經理劉士盛非法收受回佣一案（案件編號：DCCC 114/2008）。
| 演員   | 角色   | 關係                                                        | 暱稱    |
| 陳啟泰 | 丁文康 | 羅便臣快餐店集團香港區前董事總經理 Wendy之夫 巴頌之合作對象 | Horrace |
| 張文慈 | Wendy  | 丁文康之妻                                                  | -       |
| 吳嘉龍 | 巴 頌  | 東南亞華僑 食品原材料供應商 丁文康之前合作對象              | -       |
| 黃婉曼 | -      | 羅便臣快餐店集團香港區行政祕書 丁文康之前下屬               | -       |
| 狄易達 | 林嘉宇 | 羅便臣快餐店集團香港區店面員工 丁文康之前下屬               | -       |
| 丁 羽  | 金老闆 | 魚丸店東主                                                  | -       |
| 吳耀漢 | -      | 巴頌之父（客串）                                            | -       |

### 單元四《黃金噩夢》（服裝公司造市案）
導演：章國明
廉署調查員以敏銳觀察力，揭發服裝公司主席洪漢安為求上市而誇大賬目，利用舅父的傀儡公司，將上市公司開支放大數倍，並同時請求妹夫的協助，利用空殼公司製造過億虛假買賣，向銀行騙取信用狀。洪漢安等人最後被廉署拘捕，畢生努力終於化為烏有。而且其妹和妹夫的婚姻也因為洪漢安的貪婪而被摧毀。
改編自洪良國際造市案（案件編號：HCMP630/2010）
| 演員     | 角色   | 關係                                                        | 暱稱 |
| 泰迪羅賓 | 洪漢安 | 安顯國際服裝公司前主席 Winnie之兄 張兆榮舅兄                | -    |
| 蘇永康   | 張兆榮 | 高遠貿易前董事 Winnie之夫 洪漢安之妹夫 被洪漢安指使偽造單據 | -    |
| 蔣 怡    | Winnie | 洪漢安之妹 張兆榮之妻                                       | -    |
| 楊玉梅   | -      | 洪漢安之妻                                                  | -    |
| 谷 峰    | 陳海   | 洪海貿易前總經理 洪漢安之舅父 協助洪漢安簽假出貨單          | -    |
| 鄭思傑   | 李正唐 | 洪漢安之前財務總監 被洪漢安指使作假帳                       | -    |
| 張 雷    | 駒哥   | 財務公司負責人                                              | -    |
| 邵音音   | -      | 李正唐之母親                                                | -    |
| 李燦榮   | -      | 財經節目主持                                                | -    |

### 單元五《私症》（醫學院院長行為失當案）
導演：余世民
大學醫學院院長利用病人對他的信任及私症制度的漏洞，騙取病人診金及捐款；廉署調查員抽絲剝繭，最終成功將其入罪並收監。院長本於醫學界貢獻良多，但一生成就自此白白斷送。
改編自2009年香港大學醫學院前院長林兆鑫公職人員行為失當案（案件編號：DCCC 440/2008）
| 演員   | 角色     | 關係                                                | 暱稱     |
| 曾 江  | 恭維廉   | 大學醫學院前院長 沈鳳英之夫 Humphrey之父 影射林兆鑫 | Ronald   |
| 潘冰嫦 | 沈鳳英   | 恭維廉之妻 Humphrey之母                             | -        |
| 譚俊彥 | Humphrey | 恭維廉、沈鳳英之子 Michelle之未婚夫                 | -        |
| 雨僑   | Michelle | Humphrey之未婚妻                                    | -        |
| 高志森 | 孫醫生   | 醫生                                                | Dr. Suen |
| 盧海鵬 | -        | 沈鳳英之兄                                          | -        |
| 鍾景輝 | 曾飛帆   | 大學校長                                            | Alfred   |
| 張睿玲 | 盧醫生   | 醫生 恭維廉之下屬                                   | Carmen   |
| 葉景文 | 梁先生   | 病人Dominic之父                                     | Joseph   |
| 高翰文 | Peter    | 醫生 恭維廉之下屬                                   | -        |
| 余少寶 | 張太     | 病人                                                | Betty    |
| 劉國昌 | 楊紹興   | 病人，患有胃病                                      | -        |

## 製作特輯
此劇的製作特輯名為《廉政行動2011製作特輯》，於2011年10月29日（星期六）香港時間19:30-20:00在無綫電視翡翠台播出，由林保怡旁白，內容介紹此劇的製作過程和花絮。

## 香港本土其他頻道之播出時間
此劇除了在無綫電視翡翠台播放之外，還有在香港本土其他頻道播放：
| 頻道               | 播出日期及時間                              |
| 製作特輯篇         |                                             |
| now香港台          | 2011年10月30日 星期日19:30-20:00            |
| 有線娛樂台 及hd212 | 2011年11月2日 星期三20:00-20:30             |
| 港台電視31         | 2015年6月1日 星期一23:30-23:59              |
| 五集單元劇篇       |                                             |
| now香港台          | 2011年11月6日至12月4日 逢星期日20:00-21:00  |
| 有線娛樂台 及hd212 | 2011年11月9日至12月7日 逢星期三20:00-21:00  |
| 港台電視31         | 2015年6月2日至6月5日及6月8日 23:30-翌日0:30 |

## 中國中央電視台播放時間
- 2012年3月15至19日23:30於CCTV-1綜合頻道播放。

## 獎項
- 國際艾美奬：提名[1]
- 2012年芝加哥國際電視節：銀獎〈盲目〉 The 2011 Hugo Chicago Television Awards：Silver Plaque (Best Director)
- 2012年芝加哥國際電視節：銀獎〈盲目〉 The 2011 Hugo Chicago Television Awards：Silver Plaque (Dramatic Program)
- 第60屆哥倫布國際電影及錄像節：優異奬〈心魔〉

## 外部連結
- 香港電台官方網頁 - 廉政行動2011 （页面存档备份，存于）
- 香港電台節目網頁 - 廉政行動2011
- 香港電台2011新季度電視節目網頁 - 廉政行動2011
- 新浪微博 - 廉政行動2011 （页面存档备份，存于）
- Yahoo! Blog - 廉政行動2011

## 電視節目的變遷
| 香港無綫電視翡翠台 星期六 19:30-20:00 時段 | 香港無綫電視翡翠台 星期六 19:30-20:00 時段                          | 香港無綫電視翡翠台 星期六 19:30-20:00 時段         |
| --- | ------------------------------------------------------------------- | -------------------------------------------------- |
| | 廉政行動2011製作特輯（港台節目） （2011.10.29）                     |                                                    |
| 傑出部門群英會（港台節目） （2011.10.22）（19:30-20:30）                                                                                         | 廉政行動2011（港台節目） （2011.11.05 - 2011.12.03）（19:30-20:30） |                                                    |
| 香港無綫電視翡翠台 星期六 19:30-20:30 時段 |                                                                     |                                                    |
| 廉政行動2011製作特輯（港台節目） （2011.10.29）（19:30-20:00） 水燈燭影匯暹羅－ 亞太廣播聯盟機械人大賽（港台節目） （2011.10.29）（20:00-20:30） | 廉政行動2011（港台節目） （2011.11.05 - 2011.12.03）                | 香港看世界（港台節目） （2011.12.10 - 2011.12.31） |

| 中国 中央電視台综合频道 晚間23:30－0:25时段             | 中国 中央電視台综合频道 晚間23:30－0:25时段 | 中国 中央電視台综合频道 晚間23:30－0:25时段 |
| ------------------------------------------------------- | ------------------------------------------- | ------------------------------------------- |
|                                                         | 廉政行動2011 （2012.3.15 －2012.3.19）      |                                             |
| 红军东征 （？－ 2012.3.19） 两集连播，3月15日后改为一集 | 我叫王土地 （2012.3.20 － 2012.4.9）        |                                             |